# رون غرانت
رون غرانت (بالإنجليزية: Ron Grant)‏ هو متسابق دراجات نارية أمريكي، ولد في 1940 في لندن في المملكة المتحدة، وتوفي في 27 ديسمبر، 1994 في المملكة المتحدة.